# Sticks (Zeitschrift)
Sticks war ein Musiker-Fachmagazin für Schlagzeug und Perkussion, das seit 1988 im MM-Musik-Media-Verlag in der Zweigniederlassung Köln erschien; ab 2020 war es nur noch als Onlinemarke präsent. Der Online-Auftritt wurde 2024 eingestellt. 

## Geschichte
Mit seinen musikalischen Workshops, Reportagen, News und Stories richtet sich das Fachmagazin an alle Schlagzeuger und Perkussionisten – von Hobby-Drummern bis hin zu Profimusikern. Zwischen Februar 2010 und September 2014 lag jeder Ausgabe Sticks eine CD mit Workshops und Playalong-Songs bei. Playalongs und Workshops wurden zu dieser Zeit auch auf der Website des Magazins als Download zur Verfügung gestellt. Außerdem steht das Magazin auch vor und nach der Ausgabe als Download zur Verfügung.
Seit dem 1. Januar 2020 wird das Magazin nicht mehr gedruckt, jedoch als Onlinemarke weitergeführt. Der Chefredakteur Axel Mikolajczak ging zum 1. Juli 2020 in den Ruhestand, ist jedoch online weiterhin für STICKS tätig. Die bisherigen Abonnenten erhalten das Magazin drums&percussion.

## Autoren
Zu den Autoren der Schlagzeug-Fachzeitschrift zählen laut Impressum Schlagzeuger und Perkussionisten, Schlagzeugpädagogen und Drum-Techniker wie Jürgen Düsterloh, Timo Ickenroth, Sven Kacirek, Holger Mertin, Diethard Stein, Wolfgang Stölzle oder Bodo Stricker.